# Carl Svensson
Carl Gustaf Gunnar „Calle-Sven“ Svensson (* 8. August 1879 in Stockholm; † 28. Oktober 1956 in Sundbyberg) war ein schwedischer Tauzieher und Gewichtheber.

## Erfolge
Carl Svensson war 1906 Teilnehmer bei den Olympischen Zwischenspielen in Athen und gewann mit der schwedischen Mannschaft hinter den Mannschaften des Deutschen Reichs und Griechenlands die Bronzemedaille im Tauziehen. Die Mannschaft unterlag in der ersten Runde zunächst Griechenland mit 0:2, ehe sie sich mit 2:0 gegen Österreich durchsetzte. Svensson belegte damit zusammen mit Gustaf Grönberger, Ture Wersäll, Eric Lemming, Anton Gustafsson, Axel Norling, Oswald Holmberg und Erik Granfelt den dritten Platz. Im einarmigen Gewichtheben belegte er den fünften Platz.
Svensson wurde 1906 und 1907 schwedischer Meister im Gewichtheben. Später wurde er einer der ersten professionellen Boxer in Schweden.